# Saint-Trojan-les-Bains

Saint-Trojan-les-Bains este o comună în departamentul Charente-Maritime, Franța. În 1 ianuarie 2022 avea o populație de 1.118 de locuitori.